# Donato Pavesi
Donato Carpoforo Pavesi (San Donato Milanese, 19 agosto 1888 – Milano, 30 giugno 1946) è stato un marciatore italiano.

## Biografia
La sua carriera a livello internazionale iniziò nel 1908, andando ad alternare la dedizione per l'atletica al suo lavoro di tornitore e, successivamente, di assicuratore. La gara in cui meglio si identificava era la marcia 100 km, organizzata annualmente da La Gazzetta dello Sport; la vinse per sei volte e nel 1924 ottenne la miglior prestazione mondiale su questa distanza.
Fu cinque volte campione italiano assoluto di marcia (su distanze variabili tra i 40 e i 42,750 km) e divenne popolare in Inghilterra in seguito alla vittoria di alcune classiche della marcia quali la Manchester-Liverpool, la 20 miglia di Londra, la London-Brighton e altre gare minori.
Nel 1920 prese parte ai Giochi olimpici di Anversa, ma fu squalificato in entrambe le gare di marcia a cui prese parte: nella finale della 3000 metri, dove ottenne il tempo di 13'46"9 durante le qualificazioni, rimanendo alle spalle di Ugo Frigerio, che poi vinse la gara, e nella 10 km, dove durante le qualificazioni ottenne il quarto tempo.
Andò meglio durante i Giochi di Parigi 1924, quando si piazzò quarto nella 10 km di marcia con 49'17"0.
Nel 1927 fece registrare il record del mondo nella 20 km di marcia all'Arena Civica di Milano con il tempo di 1h37'42"2.
Nel 1928 non poté partecipare alle Olimpiadi di Amsterdam in quanto la marcia fu cancellata dal programma olimpico; tuttavia Pavesi riuscì a far parlare di sé grazie a una singolare impresa che accrebbe la sua celebrità in tutta Italia: in occasione del Natale di Roma percorse marciando in soli sei giorni il tragitto Milano-Roma per consegnare a Benito Mussolini un dispaccio dei lavoratori milanesi in occasione del 1º maggio.
Terminata la sua carriera agonistica, il 30 giugno 1946, all'età di 57 anni, fu invitato a prendere parte a una gara a lui dedicata: fu per lui l'ultima competizione, in quanto perse la vita durante la stessa.
A lui è titolato il centro sportivo di Milano inaugurato nel 1963, all'interno del quale si erge una scultura in bronzo raffigurante un marciatore nell'atto di compiere il gesto atletico: fu donata dai milanesi in memoria dello spirito sportivo di Donato Pavesi.

## Record nazionali
- Marcia 20 km: 1h37'42"2  ( Milano, 1927)
- Marcia 100 km: 9h51'39"  (1922)

## Palmarès
| Anno | Manifestazione  | Sede    | Evento            | Risultato | Prestazione | Note |
| ---- | --------------- | ------- | ----------------- | --------- | ----------- | ---- |
| 1920 | Giochi olimpici | Anversa | Marcia 3000 metri | dq        | dq          |      |
| 1920 | Giochi olimpici | Anversa | Marcia 10 km      | dq        | dq          |      |
| 1924 | Giochi olimpici | Parigi  | Marcia 10 km      | 4º        | 49'17"0     |      |

## Campionati nazionali

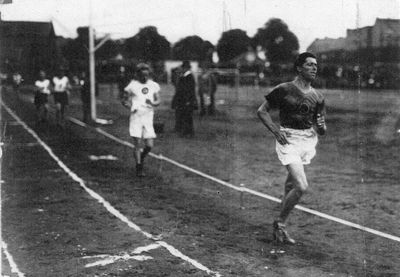
Donato Pavesi (in primo piano) durante una gara

- 5 volte campione italiano assoluto nella marcia 40 km (1912, 1914, 1921, 1924, 1925)

1908
- Bronzo ai campionati italiani assoluti, marcia 10000 m

1909
- Bronzo ai campionati italiani assoluti, marcia 10000 m - 49'12"

1912
- Oro ai campionati italiani assoluti, marcia 40 km - 3h56'34"0
- Argento ai campionati italiani assoluti, 1500 m marcia - 6'49"3/5

1914
- Oro ai campionati italiani assoluti, marcia 42 km - 3h57'00"0

1919
- Argento ai campionati italiani assoluti, maratona di marcia - 4h37'55"

1920
- Argento ai campionati italiani assoluti, maratona di marcia - 3h58'04"0

1921
- Oro ai campionati italiani assoluti, marcia 42,750 km - 4h09'03"4/5

1924
- Oro ai campionati italiani assoluti, marcia 42,750 km - 4h09'05"4/5

1925
- Oro ai campionati italiani assoluti, marcia 42,5 km - 4h07'21"1/5